# Issjön, Lappland
Issjön är en sjö i Arjeplogs kommun i Lappland och ingår i Skellefteälvens huvudavrinningsområde. Sjön har en area på 0,0608 kvadratkilometer och ligger 1 150 meter över havet. Issjön ligger i Sulitelma Natura 2000-område.

## Delavrinningsområde
Issjön ingår i det delavrinningsområde (741713-151307) som SMHI kallar för Utloppet av Ikesjaure. Medelhöjden är 940 meter över havet och ytan är 75,18 kvadratkilometer. Räknas de 4 avrinningsområdena uppströms in blir den ackumulerade arean 122,69 kvadratkilometer. Avrinningsområdets utflöde Skellefteälven mynnar i havet. Avrinningsområdet består mestadels av kalfjäll (72 procent). Avrinningsområdet har 16,47 kvadratkilometer vattenytor vilket ger det en sjöprocent på 21,9 procent. Delavrinningsområdet täcks till 0,17 procent av glaciärer, med en yta av 0,1275 kvadratkilometer.